# Marie Braun
Maria Johanna "Zus" Philipsen-Braun, född 22 juni 1911 i Rotterdam, död 23 juni 1982 i Gouda, var en nederländsk simmare.
Braun blev olympisk mästare på 100 meter ryggsim vid sommarspelen 1928 i Amsterdam.